# Parasmittina nitida
Parasmittina nitida is een mosdiertjessoort uit de familie van de Smittinidae. De wetenschappelijke naam van de soort is voor het eerst geldig gepubliceerd in 1875 door Verrill.